# Heavenly Sword
Heavenly Sword és un videojoc desenvolupat per Ninja Theory exclusivament per a la consola Play Station 3 i publicat per Sony Computer Entertainment Europe.

## Jugabilitat
El joc és un títol d'acció i aventura amb jugabilitat pesada de hack and slash. La jugabilitat del joc s'assembla a un títol d'arts marcials centrat en els combats cos a cos, tot oferint oportunitats per a atacs a distància. El personatge principal, Nariko, utilitza una arma anomenada "Heavenly Sword" que canvia a una de les tres formes segons la posició d'atac que utilitza el jugador com a part d'un estil de lluita únic. Speed Stance proporciona un equilibri uniforme entre el dany i la velocitat, on l'espasa pren la forma de dues fulles separades. Range Stance permet atacs ràpids, de llarg abast, però més febles, amb l'espasa amb dues pales encadenades entre si. Power Stance és l'estil més potent, però més lent, on els atacs es fan amb l'espasa en forma d'una gran fulla de dues mans.
Per a l'exploració i certes batalles, el joc també utilitza quick time events (QTE). Durant una QTE, apareixerà a la pantalla un símbol per a un botó determinat o per a una acció, com ara moure el stick analògic cap a la dreta o cap a l'esquerra i el jugador ha de coincidir amb el que es mostra per completar amb èxit l'escena.
A més de Nariko, un personatge secundari, Kai, està controlat per algunes parts del joc. Moltes de les etapes de Kai prenen forma de missions de franctiradors, utilitzant la seva ballesta per escollir enemics, en alguns casos per protegir personatges. Mentre que Kai no pot realitzar un combat cos a cos, en etapes que li demanen que explorin el nivell que és capaç de saltar sobre objectes i alliberar-se de la mà d'un enemic, impressionant-los temporalment.
Els projectils es poden maniobrar als seus objectius utilitzant les capacitats de detecció de moviment del controlador Sixaxis mitjançant una característica coneguda com a Aftertouch. Aquests projectils inclouen el guiatge de les fletxes de Kai després d'haver-les llançat, i per a Nariko, guiant un canó o llançador de coets, o recollint i llançant objectes.

## Argument
El joc relata la història de Nariko, una heroïna maleïda que desitja venjar a la seva gent, un clan guerrer pràcticament destruït pel tirà rei Bohan. Si Nariko hagués nascut home s'hauria complert la profecia que un guerrer celestial conduiria al clan a un gloriós futur.
Malgrat tot, Shen, el seu pare, la va entrenar en les arts de la guerra i li va transmetre les habilitats i el pensament d'un guerrer. Quan el seu pare és capturat per Bohan, a Nariko solament li queda una opció, empunyar la Espasa Celestial.
L'espasa és el tresor més apreciat i protegit del clan, una arma enormement poderosa que atorga al seu portador el poder d'atemorir als seus adversaris i derrotar exèrcits.
No obstant això, solament una deïtat pot esbandir l'arma; la seva força absorbeix la vida de qualsevol mortal que l'empunyi. En prendre l'arma per rescatar al seu pare i salvar els últims vestigis del seu clan, Nariko ha segellat el seu futur.